# 이치료구소쿠
이치료구소쿠(일본어: 一領具足 いちりょうぐそく[*])는 일본 센고쿠 시대(戦国時代) 도사국(土佐国)의 센고쿠 다이묘(戦国大名)였던 조소카베씨(長宗我部氏)가 병농분리 이전의 무장 농민들이나 지자무라이(地侍)를 대상으로 편성, 운용하였던 반농반병(半農半兵) 형태의 병사 및 그 조직의 호칭이다. 에도 시대의 기록인 《도사 이야기》(土佐物語)에서는 죽고 사는 것을 염두에 두지 않는 거친 무사라(死生知らずの野武士なり)로 기록되어 있다.

## 개요
이치료구소쿠는 평시에는 전답을 경영하며 농민으로써 생활하다가 영주의 동원령이 떨어지면 한 벌(一領, ひとそろい)의 구소쿠(具足, 무기와 갑옷)을 가지고 곧장 소집에 응하는 것이 기대되고 있었다. 돌연한 소집에 신속하게 응하기 위해서 경작을 하고 있을 때도 평소에 창과 갑옷을 전답 옆에 두었기 때문에 이치료구소쿠(一領具足)라고 불렸다. 또한 정규 무사의 경우 예비용을 포함해 두 벌의 구소쿠를 지니고 있었으나, 반농반병 형태였던 그들은 예비용 없이 단 한 벌의 구소쿠밖에 지니지 않았기 때문이기도 하였다. 이러한 반농반병 형태의 병사였기에 이치료구소쿠는 통상의 무사가 행해야 할 업무에서 면제되었다.
농사에 종사하고 있었기 때문에 신체가 건장한 자들이 많았고 집단행동의 적성도 높았기에 병사로써 높은 수준이었다고 생각된다. 다만 반농반병이라는 성격상 농번기 동원은 곤란했고, 장기간에 걸치는 전역에는 견디지 못하였을 것으로 추정되고 있다. 병농분리에 의해 농번기에도 대규모의 군사행동이 가능했던 오다(織田) 등의 세력과는 정반대 방향으로 진화된 군사제도라고 할 수 있다.

## 역사
이치료구소쿠를 처음으로 고안한 것은 도사의 센고쿠 다이묘였던 조소카베 구니치카(長宗我部国親)였으나, 보다 적극적이고 효율적으로 이치료구소쿠를 운용한 것은 구니치카의 아들로 시코쿠 통일을 달성한 모토치카(元親)였다. 그는 정예하고 강한 이치료구소쿠를 거느리고 시코쿠 통일을 완수할 수 있었으나, 도요토미 히데요시(豊臣秀吉)의 시코쿠 정벌로 모토치카의 영지는 대폭 감멸되어 도사 1국만 남았다. 나아가 세키가하라 전투(関ヶ原の戦い)에서 모토치카의 뒤를 이었던 넷째 아들 모리치카(盛親)가 서군에 가담하는 바람에 전쟁 뒤에 소유하고 있던 영지를 몰수당하고 개역되고 말았다.
조소카베 가문이 개역되고 그 뒤를 이어 도사의 새로운 지배자로써 도사에 들어 온 야마우치 가즈토요(山内一豊)를 조소카베 가문의 옛 신하들은 마냥 반기지 않았다. 다케우치 소에몬(竹内惣右衛門)을 중심으로 하는 이치료구소쿠는 우라도 성(浦戸城)을 가즈토요에게 인도하기를 거부하며 옛 주군인 모리치카에게 영지의 일부(도사의 절반이었다고도 한다)를 넘겨줄 것을 요구하였다(우라도 잇큐浦戸一揆). 가즈토요는 동생인 야마우치 야스토요(山内康豊)를 보내 이를 진압하게 하였고, 조소카베 옛 가신단측은 우라도 성에서 농성하며 저항했지만 성내의 배신으로 성을 열고 항복하였다. 이 패전으로 273인의 이치료구소쿠가 처형되었고 그 목은 소금에 절여져서 오사카(大阪)에 있던 이이 나오마사(井伊直政)에게 보내졌다고 한다.
그 뒤에도 다카이시 사마노스케(高石左馬助)를 중심으로 하는 다키야마 잇큐(滝山一揆) 등 이치료구소쿠에 의한 반란이 일어났으나, 야마우치 가문은 이를 진압하고 나아가 이치료구소쿠를 중심으로 하던 조소카베 옛 가신단을 번사(상사上士) 아래의 신분인 향사(郷士, 하사下士)로 전락시켜 버렸다. 또한 야마우치 가문은 회유책으로써 명가였던 자들의 일부를 상사로 지위를 올리고 훗날 향사의 일부를 상사 수준의 우대를 받는 시로후다(白札)로 삼기도 하였다.

## 《도사 이야기》에 보이는 이치료구소쿠
에도 시대의 기록인 《도사 이야기》(土佐物語)에서 이치료구소쿠를 가장 많이 언급하고 있는 부분은 권제20의 「야마우치 가즈토요 도사 국에 배령되고 우라도 잇큐가 일어나다」(山内一豊土佐国拝領 浦戸一揆の事)이나, 이치료구소쿠라는 단어 자체는 권제6에서 등장하며, 이치료구소쿠의 활약상이 처음 보이는 것은 권제16 「도사 국의 검지와 다키 소젠」(土佐国検知 籠宗全の事)으로, 게이초(慶長) 4년(1599년) 12월 30일 밤에 다키 소젠(籠宗全)의 집에 이치료구소쿠가 불을 질러서 소젠을 불태워 죽였다고 한다.

## 같이 보기
- 민병대